# Cenocoelius sanguineiventris
Cenocoelius sanguineiventris är en stekelart som först beskrevs av William Harris Ashmead 1889.  Cenocoelius sanguineiventris ingår i släktet Cenocoelius och familjen bracksteklar. Inga underarter finns listade.